# Hypomicrogaster acarnas
Hypomicrogaster acarnas är en stekelart som beskrevs av Nixon 1965. Hypomicrogaster acarnas ingår i släktet Hypomicrogaster och familjen bracksteklar. Inga underarter finns listade i Catalogue of Life.